# Barbechat
Barbechat est une ancienne commune de l'Ouest de la France, située dans le département de la Loire-Atlantique, en région Pays de la Loire, devenue le 1er janvier 2016, une commune déléguée de la commune nouvelle de Divatte-sur-Loire.

## Géographie
Barbechat se situe au nord-est du Vignoble nantais, à 25 km à l'est de Nantes et 15 km au sud-ouest d'Ancenis. Elle se situe à limite départementale de la Loire-Atlantique et du Maine-et-Loire, et ancienne limite de la Bretagne et de l'Anjou.
| La Chapelle-Basse-Mer et Orée-d'Anjou | Orée-d'Anjou        | Orée-d'Anjou        |
| La Chapelle-Basse-Mer                 | Barbechat           | Orée-d'Anjou        |
| La Chapelle-Basse-Mer                 | Le Loroux-Bottereau | Le Loroux-Bottereau |

Selon le classement établi par l'Insee en 1999, Barbechat est une commune rurale monopolarisée qui fait partie de l'aire urbaine de Nantes  et de l'espace urbain de Nantes-Saint-Nazaire (cf. Liste des communes de la Loire-Atlantique).

## Toponymie
Le nom de la localité est attesté sous la forme de Barbacati au XIe siècle.
Il s'agit d'un nom de lieu probablement dérivé de l'oïl "barbacane"  désignant un élément de fortification.
La forme bretonne proposée par l'Office public de la langue bretonne est Bargazh.

## Histoire
Les Romains et Gallo-Romains remontaient de la Loire par ce cours d’eau, alors navigable et avaient établi un port au vieux Barbechat, lieu qui s’appelait le Port Tuchurin.
En 1420, Marguerite de Clisson, qui convoite le duché de Bretagne, y tend un piège à son cousin Jean V, duc de Bretagne. Alors qu'elle le convie au bal de la Saint-Valentin en sa résidence de la forteresse de Champtoceaux, elle profite de ce que le cortège franchit la Divatte sur le pont Trubert, pour détruire l'ouvrage et ainsi isoler le duc qui marchait en tête de la suite. Elle le retient alors prisonnier mais doit ensuite faire face au siège de son château, qu'elle perd.
En 1868, dépendant jusqu'ici de La Chapelle-Basse-Mer, Barbechat est érigé à son tour en commune.
Le nom de « Barbechat » portant parfois à l'ironie, en 1955, une requête fut introduite près du préfet et du Conseil général pour que le nom de « Bois-Guillet » remplace celui de « Barbechat ». Le 29 octobre 1955, un référendum local de la population donne : 261 pour « Barbechat » et 39 pour « Bois-Guillet ».
Barbechat est membre de la communauté de Communes Loire-Divatte.
Le 22 septembre 2015, après plusieurs mois de négociations, les communes de Barbechat et La Chapelle-Basse-Mer conviennent de reconstituer une entité unique au sein d'une commune nouvelle baptisée Divatte-sur-Loire afin de pallier la baisse programmée des dotations globales de fonctionnement versée par l'État durant les prochaine années. La création de la nouvelle commune est effective le 1er janvier 2016, entrainant la transformation des deux anciennes communes en « communes déléguées ».

## Politique et administration
| Période                                  | Période  | Identité   | Étiquette | Qualité                                                         |
| ---------------------------------------- | -------- | ---------- | --------- | --------------------------------------------------------------- |
| janvier 2016                             | En cours | Loïc Jamin |           | retraité de l'informatique, maire délégué depuis 5 janvier 2016 |
| Les données manquantes sont à compléter. |          |            |           |                                                                 |

| Période                                  | Période       | Identité           | Étiquette     | Qualité                         |
| ---------------------------------------- | ------------- | ------------------ | ------------- | ------------------------------- |
| mars 2001                                | mars 2008     | Patrick de Vallois |               |                                 |
| mars 2008                                | mars 2014     | Philippe Couillaud | Divers droite | retraité de la police nationale |
| mars 2014                                | décembre 2015 | Loïc Jamin         |               | retraité de l'informatique      |
| Les données manquantes sont à compléter. |               |                    |               |                                 |

## Démographie

### Évolution démographique
La commune est créée en 1868, à partir de La Chapelle-Basse-Mer.
L'évolution du nombre d'habitants est connue à travers les recensements de la population effectués dans la commune depuis 1872. À partir du 1er janvier 2009, les populations légales des communes sont publiées annuellement dans le cadre d'un recensement qui repose désormais sur une collecte d'information annuelle, concernant successivement tous les territoires communaux au cours d'une période de cinq ans. 
Pour les communes de moins de 10 000 habitants, une enquête de recensement portant sur toute la population est réalisée tous les cinq ans, les populations légales des années intermédiaires étant quant à elles estimées par interpolation ou extrapolation. Pour la commune, le premier recensement exhaustif entrant dans le cadre du nouveau dispositif a été réalisé en 2008,.
En 2013, la commune comptait 1 339 habitants, en évolution de +5,6 % par rapport à 2008 (Loire-Atlantique : +6,34 %, France hors Mayotte : +2,49 %).
| 1872  | 1876  | 1881  | 1886  | 1891 | 1896 | 1901 | 1906 | 1911 |
| ----- | ----- | ----- | ----- | ---- | ---- | ---- | ---- | ---- |
| 1 119 | 1 169 | 1 111 | 1 059 | 998  | 950  | 904  | 854  | 843  |

| 1921 | 1926 | 1931 | 1936 | 1946 | 1954 | 1962 | 1968 | 1975 |
| ---- | ---- | ---- | ---- | ---- | ---- | ---- | ---- | ---- |
| 711  | 663  | 608  | 581  | 552  | 592  | 584  | 608  | 566  |

| 1982 | 1990 | 1999  | 2008  | 2013  | - | - | - | - |
| ---- | ---- | ----- | ----- | ----- | - | - | - | - |
| 808  | 905  | 1 061 | 1 268 | 1 339 | - | - | - | - |

### Pyramide des âges
Les données suivantes concernent l'année 2013 (la plus récente pour laquelle l'Insee a pu analyser les données) ; Barbechat est alors une commune à part entière. Sa population est alors relativement jeune. Le taux de personnes d'un âge supérieur à 60 ans (15,6 %) est en effet inférieur au taux national (22,6 %) et au taux départemental (22,5 %),,.
Contrairement aux répartitions nationale et départementale, la population masculine de la commune est égale à la population féminine,,.
| Hommes | Classe d’âge | Femmes |
| ------ | ------------ | ------ |
| 0,1    | 90 ans ou +  | 0,7    |
| 2,8    | 75 à 89 ans  | 5,4    |
| 11,9   | 60 à 74 ans  | 10,2   |
| 22,4   | 45 à 59 ans  | 21,4   |
| 19,4   | 30 à 44 ans  | 21,8   |
| 18,7   | 15 à 29 ans  | 16,4   |
| 24,6   | 0 à 14 ans   | 24,1   |

| Hommes | Classe d’âge | Femmes |
| ------ | ------------ | ------ |
| 0,4    | 90 ans ou +  | 1,3    |
| 5,8    | 75 à 89 ans  | 9,1    |
| 13,5   | 60 à 74 ans  | 14,6   |
| 19,6   | 45 à 59 ans  | 19,2   |
| 20,8   | 30 à 44 ans  | 19,6   |
| 19,4   | 15 à 29 ans  | 17,7   |
| 20,5   | 0 à 14 ans   | 18,5   |

## Culture locale et patrimoine

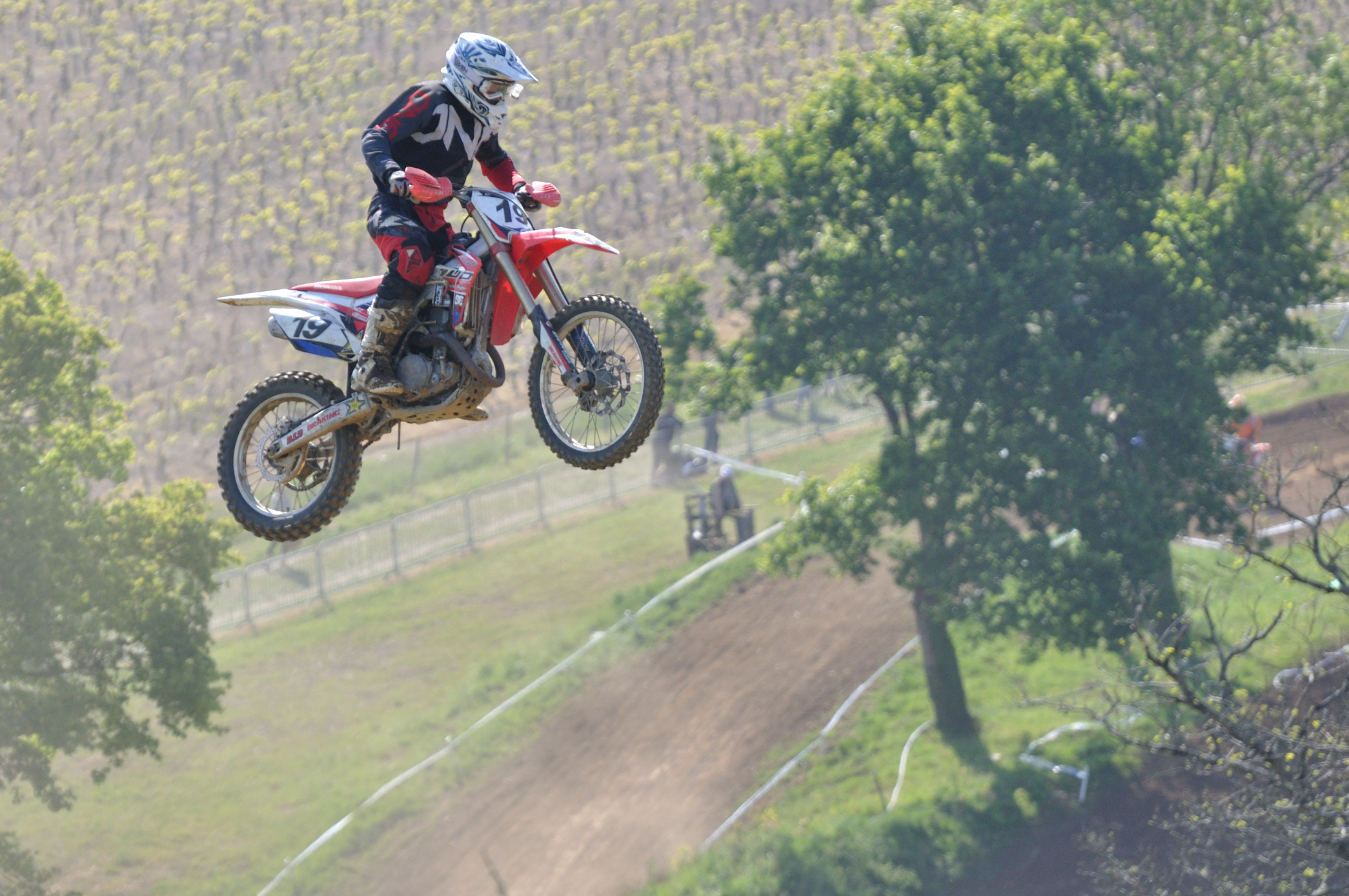
Épreuve de moto-cross à Barbechat. Mai 2014.

### Lieux et monuments
- Château de la Berrière (XVIIIe – XIXe siècle) appartenant à la famille de Bascher, inscrit MH.
- Église Sainte-Marie-Madeleine (XIXe siècle).
- Chapelle Sainte-Magdeleine (XIIe ou XIIIe siècle)[15]. Ancienne église de Barbechat située près du site du Perthuis-Churin, elle mesurait 17 mètres par 5,6[16]. Seule subsiste sa façade épaulée par deux contreforts plats et percée d'une porte en arc légèrement brisé. Un tumulus se dresse à proximité.
- Pont Thurinet (gallo-romain). Reconstruit en 2001[4].
- Pont Trubert. Lieu de la capture, en 1420, de  Jean V, duc de Bretagne , par sa cousine Marguerite de Clisson[4].

### Héraldique
| Blason | Blasonnement : D'argent au léopard de gueules accompagné de six croisettes de sable, trois en chef et trois en pointe. Commentaires : Blason présumé du premier millénaire, relevé dans les archives des Rohan au XIVe siècle. Écu antérieur aux Croisades. Délibération municipale du 6 septembre 1994. |